# You're Sixteen
"You're Sixteen" é uma canção escrita pelos Sherman Brothers (Robert B. Sherman e Richard M. Sherman). Foi gravada pela primeira vez pelo cantor de rockabilly Johnny Burnette, cuja versão alcançou o número oito na Billboard Hot 100 dos Estados Unidos em dezembro de 1960 e o número três no Reino Unido em 1961. Um cover de Ringo Starr lançado no álbum Ringo de 1973 chegou ao primeiro lugar nos Estados Unidos e ao quarto no Reino Unido.